# Sloveanka, Apostolove
Sloveanka (în ucraineană Слов`янка) este un sat în comuna Kameanka din raionul Apostolove, regiunea Dnipropetrovsk, Ucraina.

## Demografie
Componența lingvistică a localității Sloveanka
     Ucraineană (100%)
Conform recensământului din 2001, toată populația localității Sloveanka era vorbitoare de ucraineană (100%).